# Jeníškové z Újezda
Jeníškové z Újezda byla česká vladycká rodina, v 17. století povýšili do panského stavu. Pocházeli z Újezda na Litoměřicku.

## Historie
Královský správce pražského Ungeltu a erbovní měšťan Jan Jeníšek z Újezda zplodil syna Jana, jenž po svém příbuzném z matčiny strany koupil tvrz Svrčovec na Klatovsku a připojil k ní i ves Štěpánovice. Působil jako královský místokomorník. Jeho devět dcer a tři synové si rozdělili otcův majetek. Jeho syn Burian válčil v tureckých válkách. Burianůvy synové Jindřich a Jan tropili výtržností a stali se proslulými pro své násilnické sklony. Jan zranil bratry Buriana a Viléma. Jan Jeníšek († 1565) vešel ve známost jako znalec zemského práva, stal se mecenášem Mattioliho herbáře. Sepsal několik rukopisů o hospodaření, smlouvách atd.
Rada purkrabského úřadu Přibík od roku 1623 zastával funkci karlštejnského purkrabího, v roce 1640 se stal nejvyšším písařem království. Na začátku stavovského povstání odešel do Bavorska, po porážce stavů se vrátil do vlasti, kde sloužil císaři Ferdinandovi jako královský prokurátor, vyšetřující účastníky povstání. Díky konfiskacím levně zakoupil velký majetek, z Březnice vytvořil rodové panství. Skoupil i statky sourozenců, které po své smrti odkázal synovci Přibíkovi Františkovi, kterého díky intervenci strýce povýšili do panského stavu.
Poslední člen rodu, Jan Josef, přežil syny i vnuka, před svou smrtí přenesl rodové statky Březnice, Hradiště, Vildštejn i rodinný erb na Viléma Albrechta Krakovského z Kolovrat. Přes Kolovraty přešel titul i znak na rod Pálffyů.

## Erb
V původním znaku je jednorožec v šikmo polceném černozlatém štítě. Při povýšení do panského stavu přibyl v klenotu místo mouřenína říšský orel.

## Příbuzenstvo
Spojili se s Hodějovskými, Haranty, Čachrovskými, Klenovskými, Valdštejny či Mitrovskými.